# Трстено (Дубровник)
Трстено је насељено место у саставу града Дубровника, Дубровачко-неретванска жупанија, Република Хрватска.

## Историја
До територијалне реорганизације у Хрватској налазило се у саставу старе општине Дубровник.

## Становништво
На попису становништва 2011. године, Трстено је имало 222 становника.
| Број становника по пописима | Број становника по пописима | Број становника по пописима | Број становника по пописима | Број становника по пописима | Број становника по пописима | Број становника по пописима | Број становника по пописима | Број становника по пописима | Број становника по пописима | Број становника по пописима | Број становника по пописима | Број становника по пописима | Број становника по пописима | Број становника по пописима | Број становника по пописима |
| --------------------------- | --------------------------- | --------------------------- | --------------------------- | --------------------------- | --------------------------- | --------------------------- | --------------------------- | --------------------------- | --------------------------- | --------------------------- | --------------------------- | --------------------------- | --------------------------- | --------------------------- | --------------------------- |
| 1857                        | 1869                        | 1880                        | 1890                        | 1900                        | 1910                        | 1921                        | 1931                        | 1948                        | 1953                        | 1961                        | 1971                        | 1981                        | 1991                        | 2001                        | 2011                        |
| 453                         | 421                         | 388                         | 366                         | 330                         | 354                         | 339                         | 305                         | 287                         | 295                         | 292                         | 276                         | 251                         | 240                         | 237                         | 222                         |

### Попис1991.
На попису становништва 1991. године, насељено место Трстено је имало 240 становника, следећег националног састава:
| Попис 1991.‍  | Попис 1991.‍  | Попис 1991.‍ | Попис 1991.‍ | Попис 1991.‍ |
| ------------ | ------------ | ----------- | ----------- | ----------- |
|              |              |             |             |             |
| Хрвати       | Хрвати       |             | 229         | 95,41%      |
| Срби         | Срби         |             | 2           | 0,83%       |
| Црногорци    | Црногорци    |             | 2           | 0,83%       |
| Аустријанци  | Аустријанци  |             | 1           | 0,41%       |
| Немци        | Немци        |             | 1           | 0,41%       |
| Словенци     | Словенци     |             | 1           | 0,41%       |
| Чеси         | Чеси         |             | 1           | 0,41%       |
| неопредељени | неопредељени |             | 2           | 0,83%       |
| непознато    | непознато    |             | 1           | 0,41%       |
| укупно: 240  |              |             |             |             |

## Знаменитости
У Трстену се налази чувени арборетум Трстено, најстарији споменик пејзажне архитектуре у Хрватској и једини арборетум на хрватској обали Јадрана. Основан је 1948. године на простору ренесансног летњиковца са ренесансним вртом, на имању које се од краја 14. века налазило у власништву дубровачке племићке породице Гучетић-Годзе. Године 1949. заштићен је законом као споменик природе.

### Мапа
- Мапа
- Фотографије